# Paweł Urbański (Skispringer)
Paweł Urbański (* 27. Juni 1987 in Zakopane) ist ein ehemaliger polnischer Skispringer.

## Werdegang
Urbański startete im Juni 2002 zum ersten Mal bei einem FIS-Rennen und debütierte im Februar 2004 mit einem 75. Platz in Zakopane im Skisprung-Continental-Cup. In der Saison 2004/05 kam er fünfmal unter die Top 30 und erreichte durch den Gewinn der Wettbewerbs von Engelberg sein mit Abstand bestes Karriereergebnis im Continental Cup, womit er am Ende der Saison auf insgesamt 137 Punkte kam und Platz 47 in der Gesamtwertung belegte. Zu seinen größten Erfolgen zählt auch der Gewinn der Silbermedaille im Team-Wettbewerb der Junioren-Weltmeisterschaften 2005 in Rovaniemi zusammen mit Wojciech Topór, Piotr Żyła und Kamil Stoch. Insgesamt dauerte seine internationale Karriere nur drei Saisons, seinen letzten Start im Weltcup hatte er im Alter von 20 Jahren im Jahr 2007. Außerdem gewann er Medaillen bei den Meisterschaften Schlesiens, bei den Polnischen Meisterschaften im Skispringen sowie bei den National Junior Olympics.

## Erfolge

### Continental-Cup-Siege im Einzel
| Nr. | Datum            | Ort       | Typ         |
| --- | ---------------- | --------- | ----------- |
| 1.  | 28. Februar 2004 | Engelberg | Großschanze |

### Continental-Cup-Platzierungen
| Saison           | Platz | Punkte |
| ---------------- | ----- | ------ |
| 2004/05          | 47.   | 137    |
| 2005/06 (Sommer) | 47.   | 060    |